# Listă de oameni din statul New York

Steagul statului New York

Această pagină este o listă de personalități notabile care s-au născut în statul New York.
Această listă este generată cu date din Wikidata și este actualizată periodic de un robot.
 Editările făcute în listă vor fi șterse la următoarea actualizare!
| Nume                   | Ocupație                                             | Data nașterii   | Data decesului | Imagine |
| ---------------------- | ---------------------------------------------------- | --------------- | -------------- | ------- |
| Martin Van Buren       | al optulea președinte al Statelor Unite ale Americii | 1782-12-05      | 1862-07-24     |         |
| Millard Fillmore       |                                                      | 1800-01-07      | 1874-03-08     |         |
| Tom Cruise             | actor si producator American                         | 1962-07-03      |                |         |
| Kirk Douglas           | actor american                                       | 1916-12-09      | 2020-02-05     |         |
| Philip Seymour Hoffman | actor american                                       | 1967-07-23      | 2014-02-02     |         |
| Paul Krugman           | economist american                                   | 1953-02-28      |                |         |
| Jennifer Connelly      | actriță americană                                    | 1970-12-12      |                |         |
| Gertrude Elion         |                                                      | 1918-01-23      | 1999-02-21     |         |
| Viggo Mortensen        | actor american                                       | 1958-10-20      |                |         |
| Elizabeth Cady Stanton |                                                      | 1815-11-12      | 1902-10-26     |         |
| Lyman Frank Baum       | Autor American                                       | 1856-05-15      | 1919-05-06     |         |
| Mickey Rourke          | actor american                                       | 1952-09-16      |                |         |
| George Eastman         | antreprenor, inventator și fotograf american         | 1854-07-12      | 1932-03-14     |         |
| Joseph Henry           |                                                      | 1797-12-17      | 1878-05-13     |         |
| John Lithgow           | actor american                                       | 1945-10-19      |                |         |
| William H. Seward      |                                                      | 1801-05-16      | 1872-10-10     |         |
| Herman Hollerith       |                                                      | 1860-02-29      | 1929-11-17     |         |
| Joyce Carol Oates      | scriitoare americană                                 | 1938-06-16      |                |         |
| Elihu Root             | politician american                                  | 1845-02-15      | 1937-02-07     |         |
| John G. Roberts, Jr.   |                                                      | 1955-01-27      |                |         |
| Kristen Wiig           |                                                      | 1973-08-22      |                |         |
| Post Malone            | cântăreț american                                    | 1995-07-04      |                |         |
| Edward Hopper          | pictor american                                      | 1882-07-22      | 1967-05-15     |         |
| Frank B. Kellogg       | politician american                                  | 1856-12-22      | 1937-12-21     |         |
| Roy Lichtenstein       |                                                      | 1923-10-27      | 1997-09-15     |         |
| Lewis H. Morgan        | etnolog american (1818-1881)                         | 1818-11-21      | 1881-12-17     |         |
| William A. Wheeler     |                                                      | 1819-06-30      | 1887-06-04     |         |
| Chad Michael Murray    | actor american                                       | 1981-08-24      |                |         |
| Joseph Barbera         | animator și producător american                      | 1911-03-24      | 2006-12-18     |         |
| Tom Welling            |                                                      | 1977-04-26      |                |         |
| Q201517                | înotător american                                    | 1984-08-03      |                |         |
| Christine Baranski     | actriță americană                                    | 1952-05-02      |                |         |
| Isaac Merrit Singer    |                                                      | 1811-10-27      | 1875-07-23     |         |
| David Petraeus         | Fost director al CIA                                 | 1952-11-07      |                |         |
| James S. Sherman       | politician american                                  | 1855-10-24      | 1912-10-30     |         |
| Robert Engle           | economist american                                   | 1942-11-10 1941 |                |         |
| Bret Harte             |                                                      | 1836-08-25      | 1902-05-05     |         |
| James Patterson        |                                                      | 1947-03-22      |                |         |
| Kristanna Loken        | actriță americană                                    | 1979-10-08      |                |         |
| Charles Durning        | actor american                                       | 1923-02-28      | 2012-12-24     |         |
| Djuna Barnes           |                                                      | 1892-06-12      | 1982-06-18     |         |
| Kirsten Gillibrand     |                                                      | 1966-12-09      |                |         |
| James Dwight Dana      |                                                      | 1813-02-12      | 1895-04-14     |         |